# Tríptic de l'esbarzer ardent

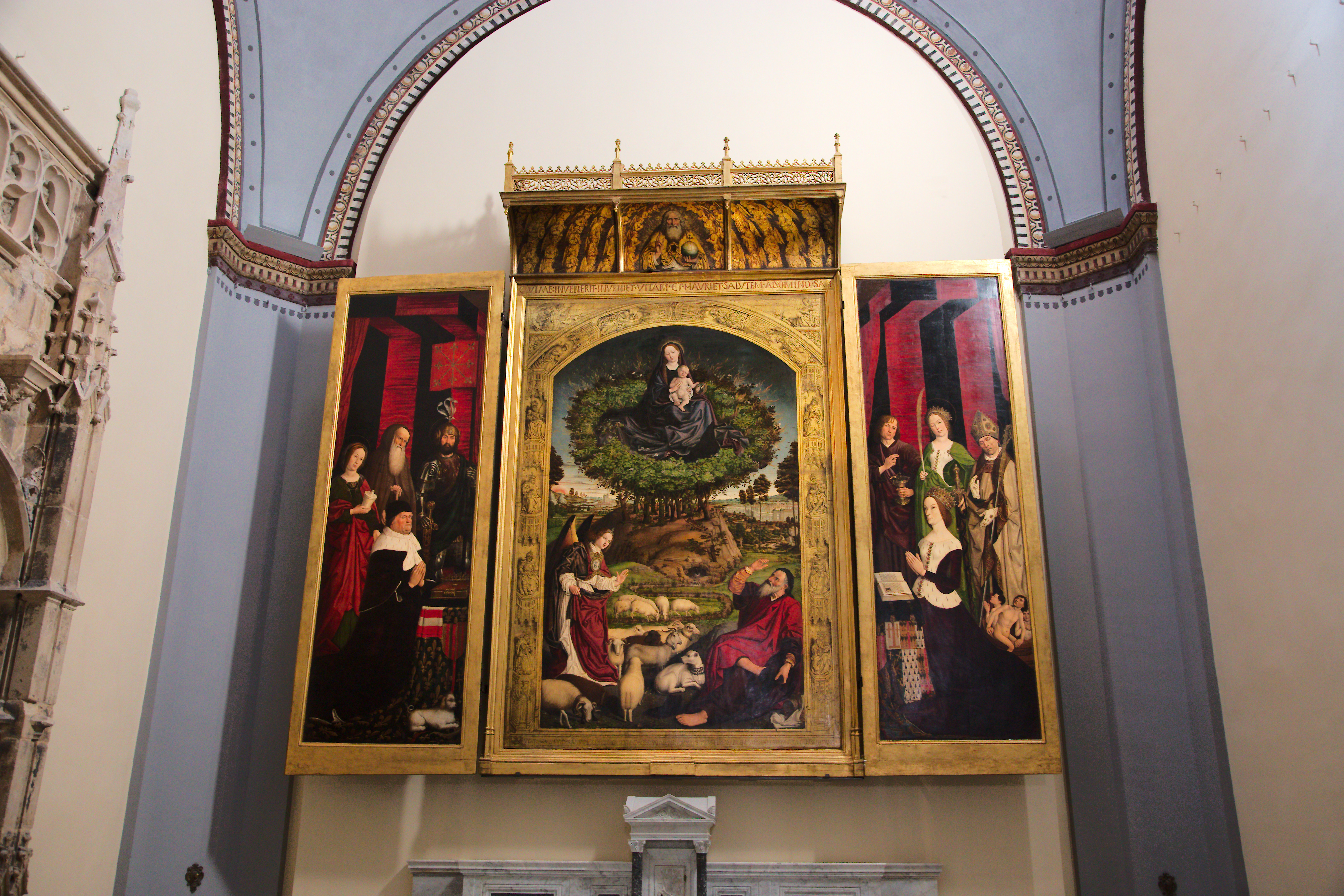
El tríptic de l'esbarzer ardent, obert

El tríptic de l'esbarzer ardent o de la bardissa ardent (en francès, triptyque du buisson ardent) és un tríptic que es conserva a la catedral de Sant Salvador d'Ais de Provença. És l'obra més important del pintor Nicolas Froment que el va realitzar per encàrrec del rei Renat d'Anjou els anys 1475-1476. Pel seu estil, és un magnífic exponent de la penetració de la influència de la pintura dels Països Baixos en l'Europa meridional, que el rei Renat va afavorir especialment (un altre exemple destacat és el triptic de l'Anunciació d'Ais).

## Història
Va ser encarregar a Nicolas Froment cap a 1475-76 com a retaule major de l'església dels carmelites d'Ais de Provença, on el rei Renat d'Anjou volia que fossin enterrades les seves entranyes. Després de la Revolució Francesa va ser traslladat a l'església de la Magdalena d'Ais i finalment a la Catedral del Salvador d'Ais, on es pot veure actualment, en una de les capelles laterals.
Normalment es troba tancat, i tan sols es mostra obert en determinats períodes de l'any, seguint el calendari litúrgic.
Ha estat restaurat diverses vegades, la darrera entre 2003 i 2010
És una peça de grans dimensionsː fa prop de 3 metres d'alçada i obert arriba a assolir els 4,25 metres.

## Iconografia

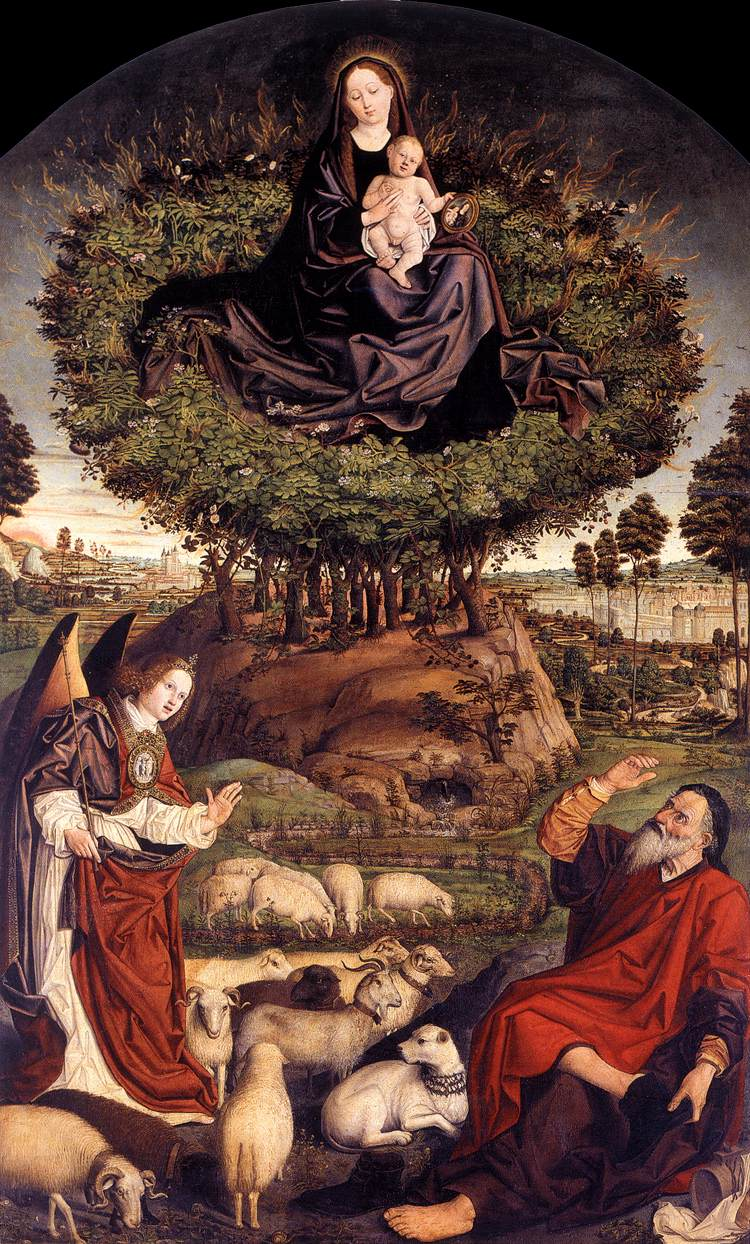
Taula principal del triptic amb l'àngel del Senyor, Moisès i la Mare de Déu

El tema central del tríptic fa referència a l'episodi de la bardissa o esbarzer ardent recollit al llibre de l'Èxode (capítol 3, versets 1-6) quan el Senyor va cridar a Moisès des d'una bardissa que cremava sense consumir-se.
Així, a l'escena central s'hi troben Moisès amb el seu ramat i l'àngel del Senyor que s'hi atansa, tot presidit per un gran arbust al damunt del qual hi ha la Mare de Déu amb l'infant. Això s'explica perquè tradicionalment el cristianisme ha interpretat el tema de la bardissa ardent posant-lo en relació amb la Mare de Déu.
A l'ala esquerra s'hi troba la representació del rei Renat agenollat, acompanyat de tres sants protectorsː Maria Magdalena, Antoni Abat i Maurici.
A l'ala dreta hi ha representada l'esposa del rei, Jeanne de Laval, amb tres sants mésː Joan l'evangelista. Caterina i Nicolau.
L'exterior de les ales del tríptic, visible quan aquest està tancat, mostra l'Anunciació.